# Star Wars, el juego de rol (Fantasy Flight Games)
Star Wars, el juego de rol (en inglés, Star Wars Roleplaying Game) es un juego de rol de mesa ambientado en el universo de Star Wars y publicado por la editorial estadounidense Fantasy Flight Games desde agosto de 2012. Siguiendo el formato de su edición original en inglés el juego está constituido por tres manuales diferentes encuadernados en cartoné, aunque en las versiones preliminares, anteriores a la publicación de cada manual, los libros beta y los libretos de las cajas de inicio están encuadernados en rústica. Cada manual incluye todas las reglas necesarias para poder jugar, por lo que cada uno es independiente de los otros dos. Además, cada uno de ellos está concebido para que los jugadores puedan interpretar grupos de un tipo particular de personaje. Los tres manuales principales son los siguientes:
- Star Wars: Edge of the Empire (para jugar a rol con contrabandistas, cazarrecompensas, piratas etc.)
- Star Wars: Age of Rebellion (para jugar con personajes rebeldes, en lucha con el Imperio Galáctico)
- Star Wars: Force and Destiny (para interpretar caballeros Jedi bajo dominación imperial)

Dos otros juegos de rol de Star Wars no relacionados con este han sido publicados con anterioridad: Star Wars: The Roleplaying Game (publicado por West End Games de 1987 a 1999) y Star Wars Roleplaying Game (publicado por Wizards of the Coast de 2000 a 2010).
En febrero de 2020, Asmodee/Fantasy Flight Games anuncian la cancelación de toda la línea de juegos de rol de Fantasy Flight Games, incluyendo las tres líneas del juego de rol de Star Wars (Edge of Empire, Age of Rebellion y Force and Destiny).

## Historia del juego
En la década de los años 2000, Wizards of the Coast era la empresa que pagaba la licencia de Star Wars en todo lo referente a juegos de miniaturas, de cartas y de rol. En enero de 2010 decidió no renovarla y dejó que venciera por sí misma, lo cual ocurrió a los pocos meses, en mayo de ese mismo año. En agosto de 2011, Fantasy Flight Games adquirió a su vez la licencia y publicó con ella dos juegos de Star Wars, uno de miniaturas (X-Wing) y uno de cartas (Star Wars: The Card Game). Transcurrió un año entero, hasta agosto de 2012, antes de que publicase su propio juego de rol de Star Wars. Es un juego dividido en tres manuales diferentes, aunque independientes entre ellos, y que utiliza dados personalizados. El primer manual fue primeramente lanzado como Star Wars Roleplaying Game: Edge of the Empire - Beta, con la palabra «beta» al pie de la cubierta, para indicar que se trata de una versión de ensayo.
La edición beta viene además con una hoja de pequeñas pegatinas. Cada pegatina está destinada a ser pegada en las caras de dados de rol convencionales, para poder obtener así los dados personalizados necesarios para el juego.